# Фряжское письмо

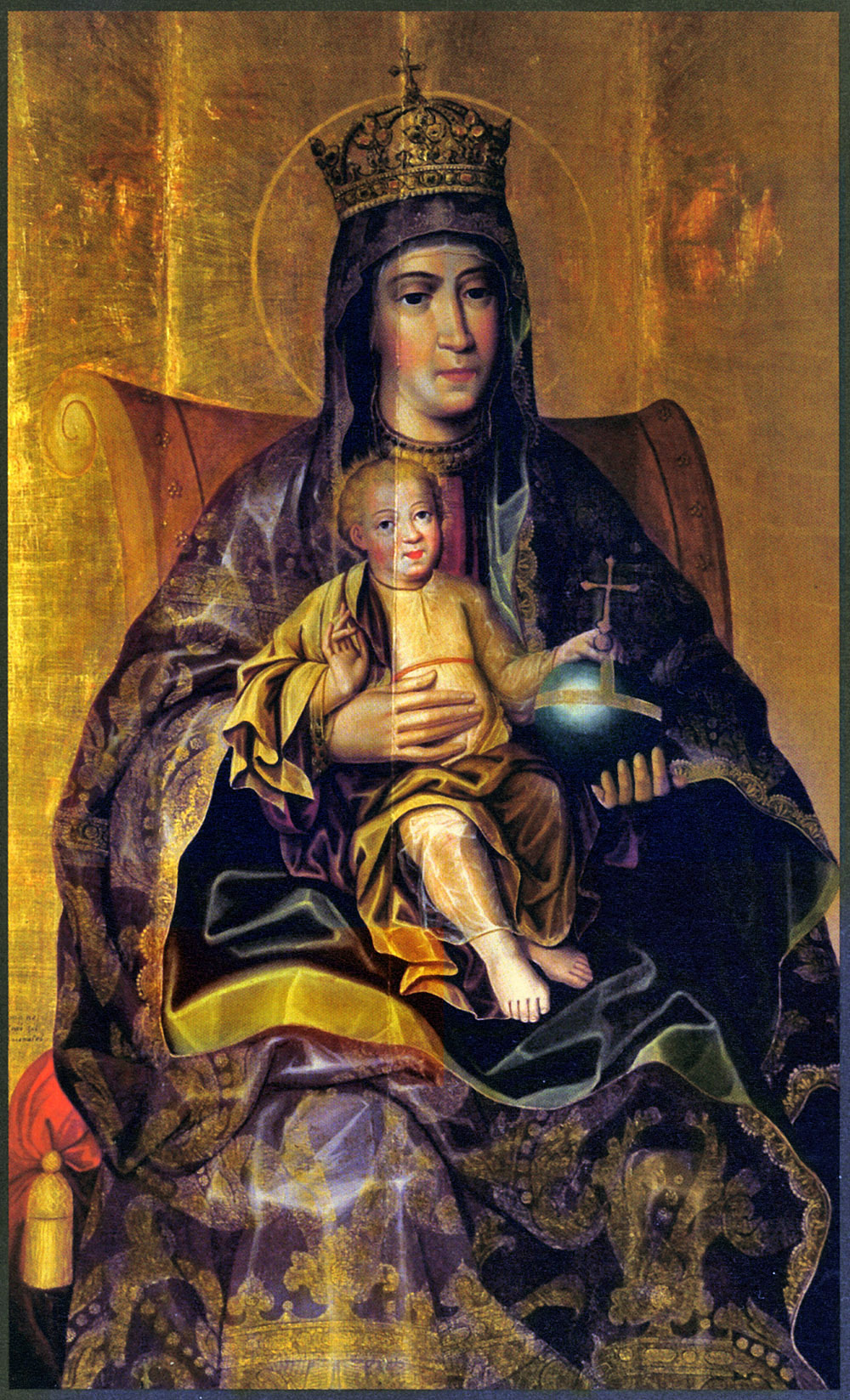
Икона Карпа Золотарева «Богоматерь с Младенцем» (конец XVII в., ЦМиАР), написанная на дереве и светлых грунтах. Яркий пример фряжского письма.

Фряжское письмо (или фряжская манера, фряжский стиль  от др.-рус. «фрязи», «фряги», также живоподобие) — приёмы иконописи и стенописи, отличающиеся внешней достоверностью в передаче материального мира. Иконы фряжского письма появляются в России со второй половины XVII века под влиянием западноевропейского искусства.
В современном искусствоведении выражение фряжское письмо уже является устаревшим, но часто упоминается, являясь актуальным для пояснения влияния западной культуры на некоторые виды искусства в России.

## Причины появления
Уже вторая половина XV века в истории Русской Церкви отмечена спадом духовной жизни, который отразился и на иконописи. В новгородской иконописи это проявляется в усложнении композиции, дроблении иконописного пространства, излишней детализации. Теряется ощущение целостности образа, его глубины. В то же время влияние православных Балкан и Византии сменяется влиянием католического запада, с его иными принципами церковного искусства.
Примерно в это же время, сначала в Пскове, появляются, так называемые богословско-дидактические иконы, в которых для выражения богословских истин пытаются использовать приёмы символизма и аллегории. О подобных изображениях пишет переводчик Максима Грека Дмитрий Герасимов (1518—1519 годы). Максим Грек так высказывался об этих иконах: «Преизлишне таковы образы писати, иноверным и нашим хрестианам простым на соблазн». Герасимов также сообщает, что новгородский архиепископ Геннадий оспаривал подобные изображения, но псковичи сослались на греческие образцы и архиепископа не послушали.
Столкновение традиционного и нового подходов к иконописи произошло в середине XVI века, в рамках собора на ересь Матвея Башкина в 1553—1554 годах. Во время одного из соборных заседаний посольский дьяк Иван Висковатый выступил против западных нововведений в иконописи (в новонаписанных после московского пожара 1547 года иконах), в частности, против изображения Бога Отца и иных символических и аллегорических изображений в антропоморфном образе. Под обвинение дьяка попал протопоп Благовещенского собора Сильвестр, новгородец. Эти обвинения задевали и митрополита Макария, бывшего новгородского архиепископа. В результате дьяк был осуждён к трёхлетней епитимии, ему было запрещено держать у себя вероучительные книги и размышлять на эти темы. Собор подтвердил допустимость большинства спорных иконописных сюжетов.
Несколько позже, в 60-х годах XVI века, инок новгородского Отенского монастыря Зиновий в своём объёмном антиеретическом труде «Истины показания к вопросившим о новом учении» с тех же позиций, что и осуждённый дьяк выступил против новых икон.
Запрет на отказ от традиционных канонов был закреплён решениями Большого Московского собора 1666—1667 годов, известного в истории судом над Никоном, установлением многих канонических норм, а также началом активной борьбы со старообрядчеством.
Однако, несмотря на все принятые меры, в частности закрепление церковными соборами канонических форм иконописи, закрепляющими правила письма на основе иконописных подлинников, и принятие в качестве образцов иконы Андрея Рублева, уже к XVII веку мало кто из иконописцев понимал, что такое канон и иконописный стиль. К этому времени каноническая форма иконописания перестаёт удовлетворять иконописцев, в результате чего они постепенно отказываются следовать строгим канонам, не понимая связи этой формы с богословием.
Это явилось причиной принятия за эстетический эталон западноевропейского искусства в духе академизма, несмотря на то, что культура и эстетика Западной Европы, а вместе с тем и богословие, разительно отличались от русских православных культурно-эстетических традиций. Однако, вместе с тем, появление в России фряжского письма повлияло и на становление академической живописи. Вполне возможно, что толчком к переходу на манеру фряжского письма явилась мода на парсуны — ранние светские портреты, манерой исполнения следующие канонической иконописной традиции и не удовлетворяющие художников и заказчиков.

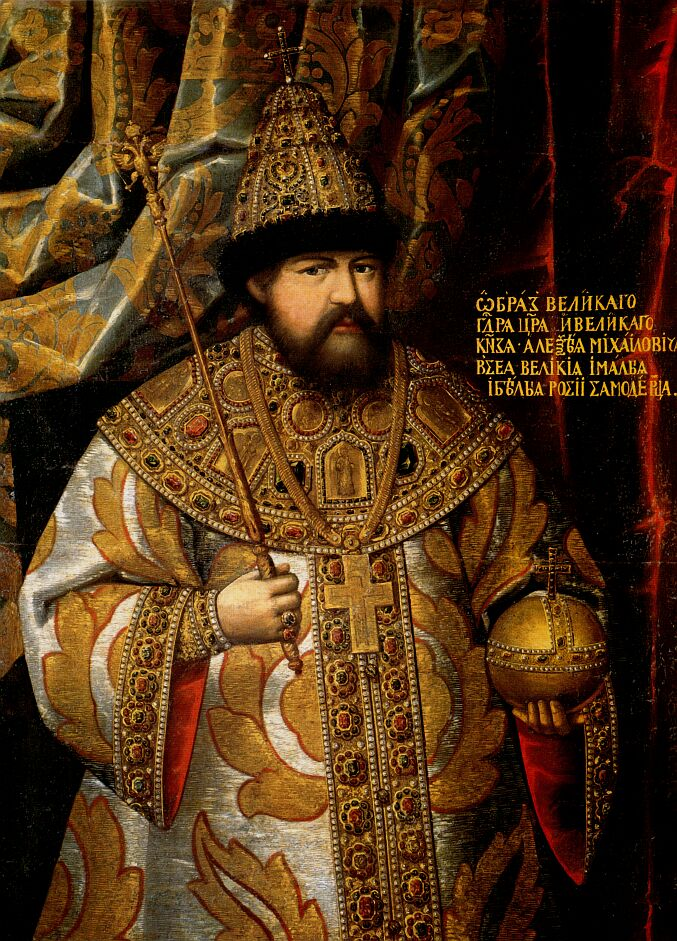
Алексей Михайлович в «большом наряде» (1682,ГИМ). Парсуна фряжского письма
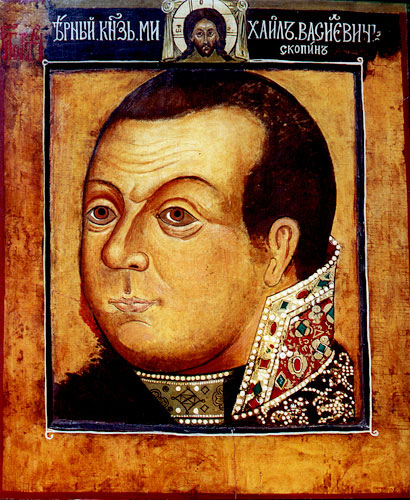
Для сравнения парсуна Скопина-Шуйского, выполненная в традиционной иконописной традиции

## Развитие

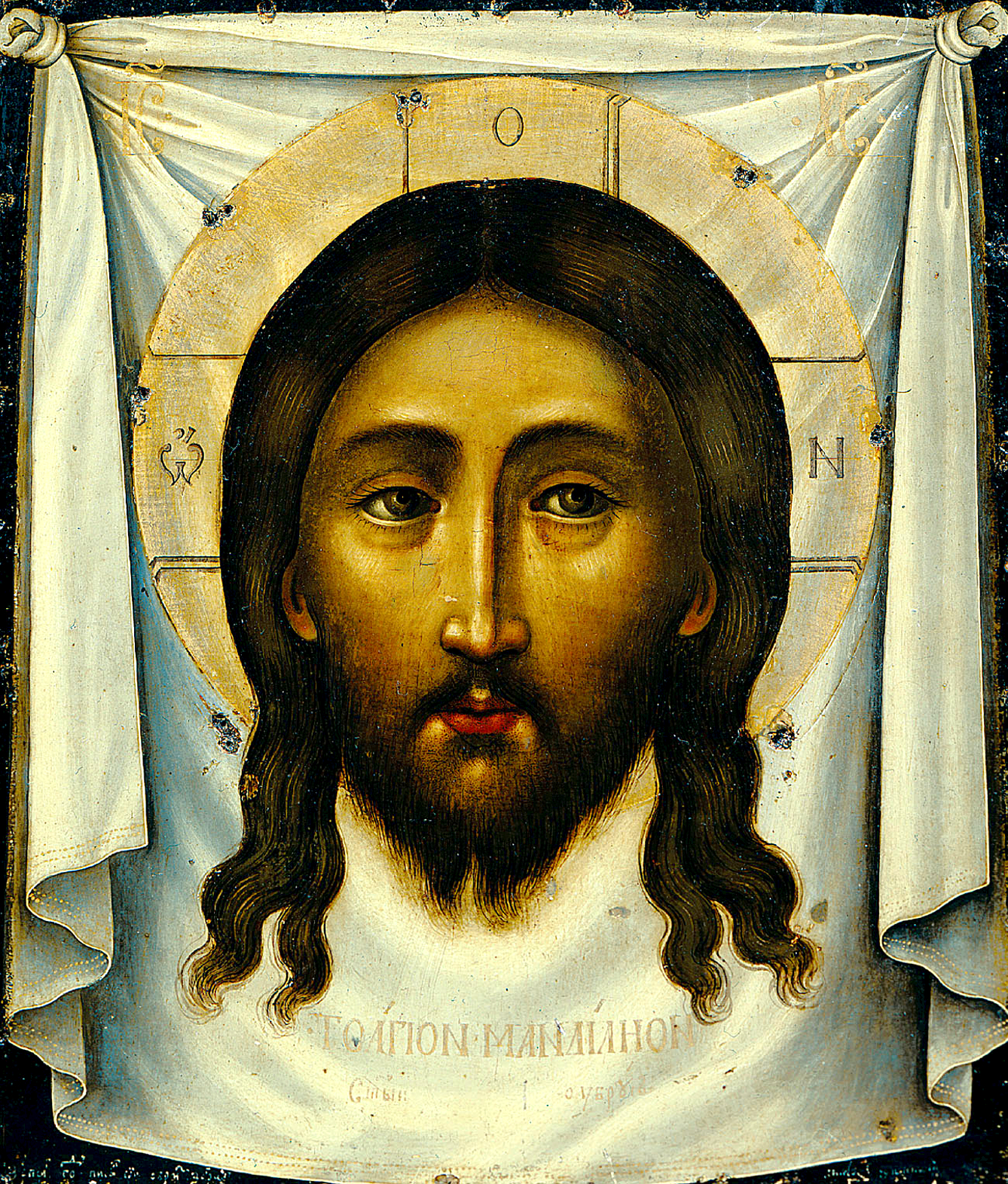
Спас Нерукотворный Симона Ушакова

Ярким образцом творчества в данном стиле является письмо Симона Ушакова, который оставаясь на почве исконного русско-византийского иконописания писал и по древним «пошибам», и во фряжском стиле, изобретал новые композиции, присматривался к западным образцам и к натуре, стремился сообщать фигурам характерность и движение. Примером переходного типа может являться Спас Нерукотворный, написанный для Троице-Сергиевой Лавры в 1658 году. Характер фряжского письма заметен по прописи драпировки на полотне, по сравнению с прописью на иконах классического письма, тогда как лик Спасителя прописан ближе к классическому стилю.
Кроме Симона Ушакова, представителями «школы» фряжского письма являются также Богдан Салтанов, Гурий Никитин и Карп Золотарёв.
Всё это привело к тому, что в XVIII—XIX веках в храмах уже повсеместно господствует масляная живопись в духе академизма.

## Критика фряжского письма
Наиболее развёрнутую критику фряжского письма как несовместимого с высокими духовными устремлениями православного вероучения дали старообрядцы. Не исключено, что адописные иконы создавались в том числе и староверами из стремления очернить и дискредитировать образа «фряжского» письма с целью отучить от них народ. Протопоп Аввакум, к примеру, негодовал:

Пишут спасов образ Еммануила, лице одутловато, уста червонная, власы кудрявые, руки и мышцы толстые, персты надутые, тако же и у ног бедры толстыя, и весь яко немчин брюхат и толст учинен, лишо сабли той при бедре не писано. А то все писано по плотскому умыслу, понеже сами еретицы возлюбиша толстоту плотскую и опровергоша долу горняя. <…> А все то кобель борзой Никон, враг, умыслил, будто живыя писать, устрояет все по фряжскому, сиречь по немецкому. Якоже фрязи пишут образ Благовещения пресвятыя богородицы, чреватую, брюхо на колени висит, — во мгновении ока Христос совершен во чреве обретеся. <…> Вот иконники учнут Христа в рождестве с бородою писать, а богородицу чревату в Благовещение, яко же и фрязи поганыя. А Христа на кресте раздутова: толстехунек миленькой стоит, и ноги те у него, что стульчики. Ох, ох, бедная Русь, чего-то тебе захотелося немецких поступов и обычаев!
Вице-президент Российской Академии Художеств князь Григорий Григорьевич Гагарин не мог найти отклика у общества середины XIX века на приверженность к канонической иконе:

«Стоит только завести разговор о византийской живописи, тотчас у большого числа слушателей непременно явится улыбка пренебрежения и иронии. Если же кто-то решится сказать, что эта живопись заслуживает внимательного изучения, то шуткам и насмешкам не будет конца. Вам наговорят бездну остроумных замечаний о безобразии пропорций, об угловатости форм, о неуклюжести поз, о неловкости и дикости в композиции — и все это с гримасами, чтобы выразительнее изобразить уродливость отвергаемой живописи».
За отказ от фряжского письма в XIX веке выступали славянофилы, и в частности М. П. Погодин:

«У наших художников всегда перед глазами пантеоны и Мадонны, так могут ли они понять, что такое русский образ и что такое русская икона?». 
Новую иконопись острой и выразительной критике подверг Л. А. Успенский. Цитируя теоретика иконописания XVII века Иосифа Владимирова, он показывает, что для сторонника фряжского письма «подлинность … есть верность тому, что художник видит в окружающей его жизни». Меняются представление о истинности образа. Теперь это не иератический реализм (по выражению протоиерея Георгия Флоровского) древней иконописи, являющий святость первообраза, богоприсутвие, а внешнее подобие, иконописец апеллирует к эстетическому чувству, в нём утверждает подлинность изображаемого. Традиционная иконопись представляется несовершенным и грубым художеством, а в пример ставится западное искусство. Таков взгляд, по меньшей мере, ведущих царских иконописцев Иосифа Владимирова и Симона Ушакова.
Иконописное живоподобие подвергается критике на Балканах. Новые иконы считаются неприемлемыми на Афоне.